# Cadillac ELR
La Cadillac ELR è una coupé ibrida elettrica di tipo range extended prodotta dalla casa automobilistica statunitense Cadillac dal 2013 al 2016.

## Storia

### Sviluppo
General Motors presentò il prototipo Cadillac Converj nel gennaio 2009 al North American International Auto Show e nell’aprile successivo la casa madre comunica che il modello entrerà in produzione nel fine 2011.

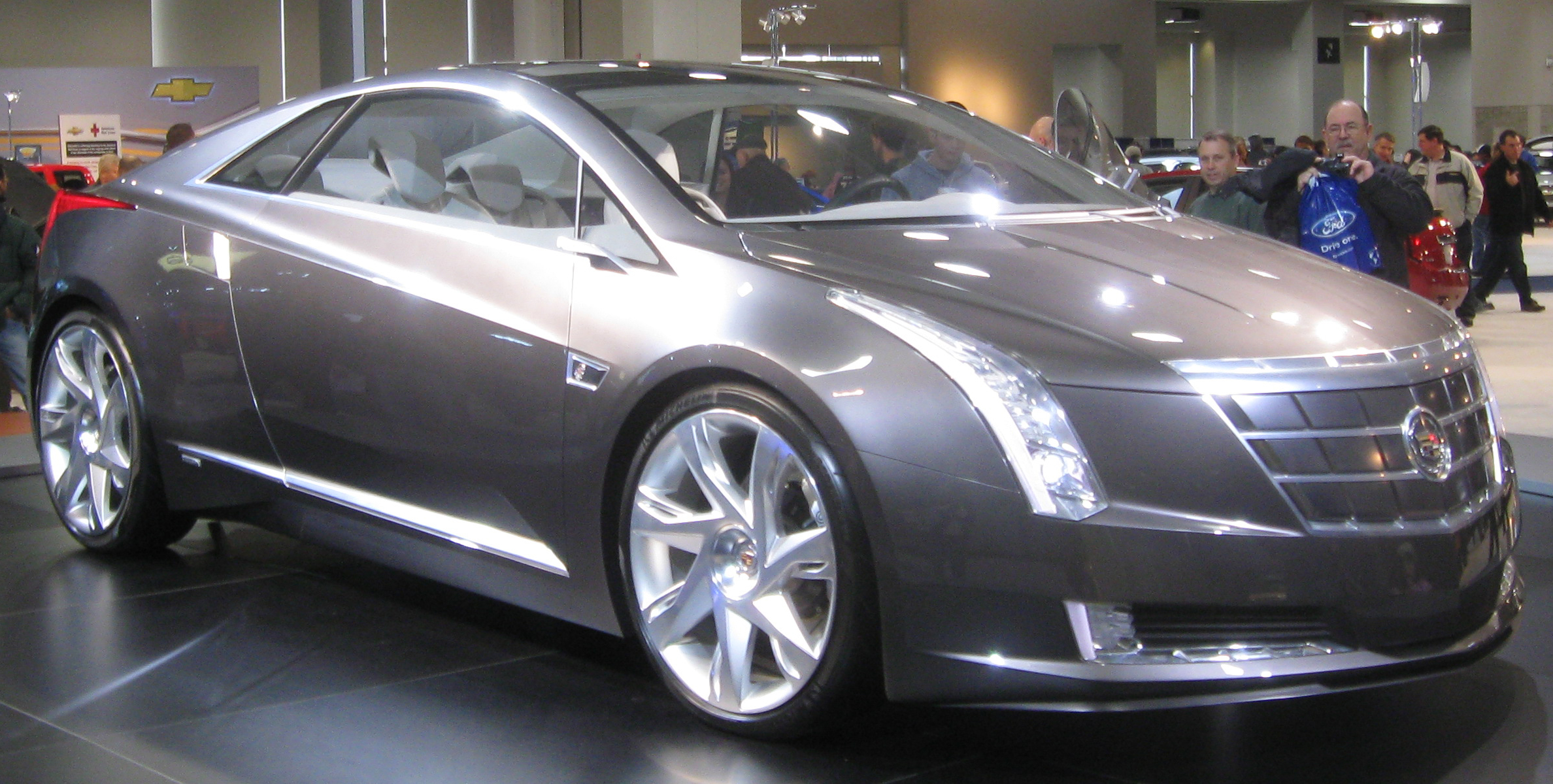
Il prototipo Cadillac Converj

Al North American International Auto Show del 2010, l’allora amministratore delegato di GM Bob Lutz conferma lo sviluppo della Converj di produzione nonostante la grande crisi mondiale del 2009 ma il debutto venne rimandato al 2013. A guidare lo stile vi era Tim Kozub. Venne scelto di adottare la stessa piattaforma Voltec di tipo ibrida range extended della Chevrolet Volt ma con carrozzeria coupé due porte e telaio con passo accorciato.
I test dei primi prototipi della ELR iniziarono a metà del 2012.

### Presentazione
La versione di produzione è stata svelata al 2013 North American International Auto Show di Detroit come Model Year 2014, successivamente venne mostrata anche al Salone dell'auto di Ginevra nel marzo dello stesso anno. La produzione parte nel dicembre del 2013 presso lo stabilimento GM di Detroit-Hamtramck Assembly Plant. La casa ha investito 35 milioni di dollari per aggiornare lo stabilimento e 561 milioni di dollari totali nella progettazione della vettura.
Il 20 dicembre 2013 sono iniziate le consegne delle prime 10 unità (sei esemplari negli Stati Uniti e quattro in Canada) nel gennaio 2014 sono iniziate le consegne a regime.
La ELR riprendeva fedelmente il design del prototipo Converj adattato alla piattaforma Vortec. Venne mantenuta la formula due porte coupé a trazione anteriore con un design estremamente filante ed aerodinamico che riprendeva il classico family feeling Cadillac con grande calandra anteriori, fanali anteriori verticali e posteriori a L che curvano nella fiancata, e linee rette e spigolose.
Lunga 4.724 metri con un passo di quasi 2,70 metri la ELR era praticamente l’unica coupé di lusso range extended del mercato e venne posta in vendita negli Stati Uniti con un prezzo di listino pari a 76.000 dollari, 35.000 in più rispetto alla sorella Chevrolet Volt e maggiore persino rispetto alla Tesla Model S, che era una elettrica pura con maggior autonomia.
Lo schema meccanico era composta dal motore 1.4 EcoFlex 16V aspirato benzina da 84 cavalli abbinato a due motori elettrici che avevano il compito di ricaricare la batteria agli ioni di litio da 16,5 kWh. La potenza complessiva erogata dal motore termico e quello elettrico è di 209 CV e la coppia massima di 400 N m.
L’autonomia dichiarata secondo gli standard americani EPA è di 60 km nella modalità solo elettrica e di 545 km nella modalità ibrida con il motore benzina che ricarica le batterie.
La dotazione di serie comprendeva i rivestimenti in plancia in legno, tessuti in microfibra e inserti in carbonio, fanali a LED, sistema multimediale Cadillac CUE touchscreen con impianto audio Bose a 10 altoparlanti con active noise cancellation.
Durante il 2014 le vendite in America furono bassissime a causa sia del prezzo elevato che della tipologia di carrozzeria praticamente unica nel segmento. Gli esemplari invenduti furono talmente elevati da costringere la Cadillac ad applicare forti sconti e a non lanciare nel 2014 il consueto Model Year 2015. 
Inizialmente le esportazioni in Europa dovevano partire nel 2014 ma a causa del flop di vendite sul mercato americano la casa decise di non esportarla.

### Il Model Year 2016
Nell’aprile 2015 viene presentato il Model Year 2016 che porta al debutto numerosi aggiornamenti come la nuova batteria da 17,1 kWh, potenza totale incrementata a 233 CV e 506 Nm di coppia massima, autonomia in elettrico che sale a 63 km, assetto irrigidito con taratura delle sospensioni inedita, nuovo impianto frenante e aggiornamenti agli interni con nuovo sistema multimediale Cadillac CUE con sistema OnStar 4G LTE con hotspot Wi-Fi e connettività Apple CarPlay e Android Auto. Di serie ora lo blind-spot monitoring, avvisatore di veicoli in fase di sorpasso e angolo cieco, fari abbaglianti automatici e mantenimento corsia con segnalatore acustico. 
Viene introdotto anche a pagamento il pacchetto Performance che include i cerchi in lega da 20", pneumatici sportivi, l'impianto frenante Brembo con pinze anteriori a quattro pistoncini e regolazioni dell'assetto.
Il prezzo base viene ridotto fino a 58.495 dollari.

### Uscita di produzione
Le prime notizie sulla possibile uscita di scena della ELR circolavano già nel 2015 alla presentazione del MY2016 in quanto, nonostante il prezzo ribassato e gli incentivi statali, le vendite furono ancor più basse rispetto alla precedente MY2014. Nel febbraio 2016 la produzione cessa definitivamente senza alcuna erede diretta.
Cadillac abbandonerà definitivamente lo schema ibrido Voltec range extended per concentrarsi sulle ibride plug-in ricaricabili.
| Anno  | Vendite totali | Stati Uniti | Canada |
| ----- | -------------- | ----------- | ------ |
| 2013  | 10             | 6           | 4      |
| 2014  | 1,354          | 1,310       | 44     |
| 2015  | 1,049          | 1,024       | 25     |
| 2016  | 545            | 534         | 11     |
| Total | 2,958          | 2,874       | 84     |